# 自由钟山
自由钟山（Liberty Bell Mountain）是位于美國華盛頓州喀斯喀特山脉北喀斯喀特地区的一座山，地處北喀斯喀特公路华盛顿山口以南约1英里处。自由钟山是當地的一個攀岩和登山景點。